# لغات يابانية
تشمل أسرة اللغات اليابانية اللغة اليابانية المحكية في الجزر الرئيسية في اليابان بالإضافة للغات جزر ريوكيو المتحدث بها في جزر ريوكيو. الأسرة متفق عليها علي نطاق واسع من قبل اللغويين، وقد أُحرِز تقدم كبير في إعادة بناء اللغة البدائية. تشير عملية إعادة البناء ضمنًا إلى انشقاق بين جميع لهجات اللغة اليابانية وجميع أشكال لغات جزر ريوكيو، من المحتمل قبل القرن السابع. إن لغة هاتشيجو المحكية في جزر إيزو مشمولة أيضًا لكن موقعها داخل الأسرة غير واضح. أُطلق على هذه الأسرة مسمى اللغات اليابانية من قبل ليون سيرافيم.
يعتقد معظم العلماء أن اللغات اليابانية جُلبت إلى الأرخبيل الياباني من شبه الجزيرة الكورية مع ثقافة يايوي خلال الألفية الأولى قبل الميلاد. ثمّة بعض الأدلة المجزأة التي تشير إلى أن اللغات اليابانية كانت ماتزال محكية في الأجزاء الوسطى والجنوبية من شبه الجزيرة الكورية (انظر اللغات اليابانية شبه الجزيرية) في القرون الأولى بعد الميلاد.
اقتُرِحَ وجود صلات جينية محتملة مع العديد من أسر اللغات الأخرى، أكثرها انتظامًا مع اللغات الكوريانية، لكن لم يُثبت أي منها بشكل قاطع.

## التصنيف
تضم اللغات اليابانية الموجودة حاليًا فرعين محددين جيدًا: اليابانية ولغات جزر ريوكيو. ثمة تصنيف بديل يستند أساسًا إلى تطور نغمة اللغة يصنف مجموعات لهجات كاغوشيما المتباينة بشدة في جنوب غرب كيوشو مع لغات جزر ريوكيو ضمن فرع جنوبي غربي.
يعتقد معظم العلماء أن اليابانية قد جُلبت إلى شمال كيوشو من شبه الجزيرة الكورية ما بين 700 إلى 300 قبل الميلاد على يد مزارعي الأرز الرطب من ثقافة يايوي وانتشرت في أنحاء الأرخبيل الياباني حالّةً مكان اللغات الأصلية. بعد فترة من الزمن، انتشرت اللغات اليابانية نحو الجنوب أيضًا إلى جزر ريوكيو. ثمّة دليل قاطع على أن اللغات اليابانية المنقرضة حاليًا كانت ماتزال محكية لقرون عدة في الأجزاء الوسطى والجنوبية من شبه الجزيرة الكورية.

### اللغة اليابانية
اللغة اليابانية هي اللغة الوطنية لليابان، يتحدث بها نحو 126 مليون نسمة. أقدم توثيق لها هو اليابانية القديمة التي سُجِّلت باستخدام الأحرف الصينية في القرنين السابع والثامن. تختلف عن اليابانية الحديثة بوجود بنية مقاطع لفظية بسيطة حيث كان كل حرف يمثل تتابعًا ساكنًا C)V) وتجنب التتابعات الصوتية. ميّزت الوثائق ثمانية حروف مصوتة (أو مصوتات مزدوجة)، مع اثنين منهم يتوافقان مع الحروف الحديثة i،e،o. تعكس معظم النصوص اللغة المحكية في المنطقة حول مدينة نارا – عاصمة اليابان في القرن الثامن –  لكن أكثر من 300 قصيدة قد كُتبت باللهجات الشرقية لليابانية القديمة.
شهدت اللغة تدفقًا هائلًا للمفردات الصينية اليابانية بعد إدخال البوذية في القرن السادس، ثم بلغت ذروتها مع الاستيراد بالجملة الخاص بالثقافة الصينية في القرنين الثامن والتاسع. تشكل هذه الكلمات الدخيلة الآن نحو نصف عدد كلمات المعجم. أثرت أيضًا على النظام الصوتي للّغة بإضافة صوائت مركبة، وصوائت أنفية، وحروف ساكنة مشددة، والتي أصبحت مورا قائمة بحد ذاتها.
يمكن تصنيف اللهجات اليابانية الحديثة في البر الرئيسي  والمحكية في هونشو وكيوشو وشيكوكو وهوكايدو على النحو التالي:
- اليابانية الشرقية، متضمنةً معظم اللهجات من شرق ناغويا، بما في ذلك لهجة طوكيو القياسية الحديثة.
- اليابانية الغربية، متضمنةً معظم اللهجات من غرب ناغويا، بما في ذلك لهجة كيوتو.
- لهجات كيوشو المحكية في جزيرة كيوشو، متضمنةً لهجة كاغوشيما/لهجة ساتسوغو المحكية في محافظة كاغوشيما في جنوب كيوشو.

تقع العاصمتان القديمتان نارا وكيوتو ضمن المنطقة الغربيّة، واحتفظت لغة كانساي ضمنهما بمكانتها ونفوذها بعد وقت طويل من نقل العاصمة إلى إيدو (طوكيو الحديثة) عام 1603. في الواقع، تتميز لهجة طوكيو بالعديد من الملامح الغربية التي لم يُعثَر عليها في لهجات شرقية أخرى.
إن لغة هاتشيجو، المحكية في هاتشيجوجيما وجزر دايتو، بما في ذلك أوغاشيما، متباينة ومتنوعة إلى حد كبير. تمتلك أيضًا مجموعة من السمات المحافظة الموروثة عن اليابان القديمة الشرقية والتأثيرات اليابانية الحديثة ما يجعل من الصعب تصنيفها. تُعتبر هاتشيجو لغة مهددة بالانقراض مع عدد قليل من المتحدثين المسنين.

### لغات جزر ريوكيو
كانت لغات جزر ريوكيو محكية أصلًا وتقليديًا في جميع أنحاء جزر ريوكيو، وهي قوس جزيرة يمتد بين جزيرة كيوشو اليابانية الجنوبية وجزيرة تايوان. إن معظمها «مهددة بالانقراض بشدة» أو «مهددة بالانقراض للغاية» بسبب انتشار يابانية البر الرئيسي.
بما أن اليابانية القديمة أبدت العديد من التجديدات غير المشتركة مع لغات جزر ريوكيو، لا بدّ للفرعين أن يكونا قد انفصلا قبل القرن السابع. لربما حدث الانتقال من كيوشو إلى ريوكيو في وقت لاحق أو تزامن مع التوسع السريع لثقافة غوسوكو الزراعية في القرنين العاشر والحادي عشر. هذا التاريخ من شأنه أن يفسر وجود المفردات الصينية اليابانية المستعارة من اللغة اليابانية القديمة المتأخرة في لغات جزر ريوكيو البدائية. بعد الهجرة إلى جزر ريوكيو، كان للبر الرئيسي لليابان تأثير محدود حتى غزو مملكة ريوكيو من قبل مقاطعة ساتسوما عام 1609.
تعتبر تنوعات لغات جزر ريوكيو بمثابة لهجات يابانية في اليابان لكنها ضعيفة المفهومية بالنسبة لليابانية أو حتى فيما بينها. وهي مقسمة إلى مجموعات شمالية وجنوبية، بشكل يتناسب مع التقسيم المادي للجزر بواسطة مضيق مياكو البالغ عرضه 250 كم.
أما لغات جزر ريوكيو الشمالية فهي محكية في الجزء الشمالي من السلسلة، بما في ذلك جزر أمامي وأوكيناوا. تشكل سلسلة لهجوية متصلة مع عدم التفاهم بين التنوعات اللغوية المتباعدة بشدة. تضم الأصناف الرئيسية، من الشمال الشرقي إلى الجنوب الغربي:
- لغة كيكاي، جزيرة كيكاجيما.
- لغة أمامي أوشيما الشمالية ، محكية في معظم أمامي أوشيما.
- لغة أمامي أوشيما الجنوبية ، محكية في سيتوشي في الطرف الجنوبي من أمامي أوشيما.
- لغة توكونوشيما، جزيرة توكونوشيما.
- سلسلة كينويرابو، جزيرة كينويرابوجيما
- لغة يوون، جزيرة يورونجيما.
- لغة أوكيناوا الشمالية، محكية  في الجزء الشمالي من جزيرة أوكيناوا، بما في ذلك مدينتي ناكيجين وناغو.
- لغة أوكيناوا(الوسطى)، محكية في الجزأين الأوسط والجنوبي من جزيرة أوكيناوا، والجزر المجاورة. اللهجة القياسية محكية في ناها، ومدينة شوري السابقة. كانت لهجة شوري لغة تواصل مشترك لمملكة ريوكيو، وكانت أول لهجة موثقة في القرن السادس عشر، تحديدًا في مختارات أورو سوشي الأدبية.[20][28]

لا يوجد اتفاق على التصنيف الفرعي للتنوعات اللغوية. أحد المقترحات، التي اعتمدها أطلس اليونسكو للغات العالم المهددة بالانقراض يحوي ثلاث مجموعات فرعية: فرع «كونيغامي» المركزي الذي يضم تنوعات لغوية من أمامي الجنوبية إلى أوكيناوا الشمالية استنادًا إلى النظم المتماثلة من الصوائت وأنماط تليين الوقف. يقترح بيلارد تقسيمًا ثنائيًا قائمًا على التجديدات المشتركة، بين مجموعة أمامي متضمنةً التنوعات اللغوية من كيكاي إلى يورون، ومجموعة أوكيناوا التي تضم التنوعات اللغوية من أوكيناوا والجزر الصغيرة الغربية.
أما لغات جزر ريوكيو الجنوبية فهي محكيو في الجزء الجنوبي من السلسلة، جزر ساكيشيما. تتألف من ثلاث لهجات مختلفة متصلة:
- لغة مياكو، محكية في جزر مياكو، بلهجة إيرابو وتاراما.
- لغة ياياما، محكية في جزر ياياما (باستثناء يوناغوني)، بلهجة مختلفة في كل جزيرة، لكن بشكل أساسي جزيرة إيشيغاكي وجزيرة إيريوموت وجزيرة تاكيتومي.
- لغة يوناغوني، محكية في جزيرة يوناغوني، متفردة ومختلفة صوتيًا لكنها أقرب إلى تنوعات ياياما الأخرى.[31]

استُوطِنت جزر ريوكيو الجنوبية من قِبل متحدثين باليابانية قدموا من جزر ريوكيو الشمالية في القرن الثالث عشر، ولم يتركوا أي أثر لغوي للسكان الأصليين في الجزر.